# 日本神霊学研究会
日本神霊学研究会（にほんしんれいがくけんきゅうかい）は長崎(大村市)と東京(五反田)に拠点を持つ宗教法人。略称は日神会。

## 概要
- 日神会の守護神・主宰神・教祖は、初代会長『隈本確』の魂であり、大霊界全生命体の守護神である『聖地恩祖主本尊大神』(お呼び名『聖の神』)である。
- 日神会に関与される超神霊は、『天地創造の神』(お呼び名『素の神』)、天界守護神である『聖天恩祖主本尊大神』(お呼び名『 天の神』などである。
- 初代会長は『隈本確』である。
- 2015年 初代会長死去により、二男である『隈本正二郎』が2代目会長に就任。その後長男である隈本一郎が第２代会長となり隈本確初代会長とともに浄霊活動を行った（こころの大霊界）、二男である隈本正二郎は、神霊部長だった。初代会長存命中に第２代会長隈本一郎がバイク事故で死去するという出来事が噂されたが、どのように亡くなられたかは明らかにされていない。初代会長死去のあと発表があり慰霊祭を行った（会報誌号数は、要出典）。著副会長の長女隈本恵子は初代会長の死去よりも前に死去している。第３代会長になって長年好評連載を会報誌に続けてきた観世和歌子の心の詩歌の連載が終了した。

- 神霊研究により得られた知識は次の書籍により公開公表されている。初代会長の著書『大霊界』シリーズは『大霊界1〜16』、『超神霊』、『大霊界 神々と霊族と人類』(弘文出版)、『大霊界 天界道 (天国への道)』(ブライト出版)。２代目会長隈本一郎の著書「こころの大霊界」（弘文出版）尚、初代会長が開発した『浄霊法』(霊障による体の不調や病いを解消する方法)が詳細に解説されている。2016年からは2代目会長隈本正二郎著書で『新大霊界シリーズ』として新たな書籍により公表されている。『神と霊の力〜神霊を活用して人生の勝者となる〜』、『神秘力の真実』(展望社)がある(2016年6月現在)。

- 著書を読み、内容を理解した上で、日本神霊学研究会に電話連絡すると、長崎と東京にあるどちらかの道場(現在は「聖地」と変更)で各浄霊儀式を受けることが可能となる。ただし、謙虚、礼節、敬いの心を持てない等、日本神霊学研究会が指導する神の心の波長に心の波長を合わせられない人は、神と波長が合わず、神のエネルギーを自ら跳ね返してしまうため、効果や快癒感を得られない場合がある。そういう可能性を排除するために、会への電話申し込みの段階で、著書を読み内容を理解しているかどうかを確認され、神霊治療を受けられるかどうかの判断をされる場合がある。
- 神霊治療の快癒感・症状の解消度については、本人の心の在り方次第で大きな個人差があり、その場で長年の痛み・苦しみが即解消されて驚き感激する人達がいる一方で、あまり快癒感を感じられない人や、いったん快方に向かった症状が普段の生活に戻った途端にぶり返してしまう、という人もいる。どれだけ神の御心に叶った心、本当に素直な心で神を求め、是非にもお願いしますという心で神霊治療を受けられるか、という個人の心によるところが大きく、症状の解消度は驚くほど違う。例えばラジオは自己の心とすればチャンネルを合わさなければ聴きたい放送を受信できない理屈と同じである。神は悪想念（欲、疑心、憎悪、無礼、高姿勢、傲慢、虚為等）を当然嫌うためそのような想念の持ち主とはチャンネルが合わない理屈が理解できる。

- 初代会長は人間の病気の70〜90％は霊障であると著書の中で解説。浄霊前の受付では、現在ある症状・来会目的等について確認される。普段多量の薬を利用している等、神霊治療の妨げとなる理由がある場合、受付の時点で断られることもあるが、骨折や物質的症状である場合等、少しでも快癒感を得られれば良いという意思を確認の上「結果不明でも宜しい」という確認のための署名をし、神霊治療を受けさせてもらえることもある。

- 「インフルエンザ」の急激な症状も会の神霊治療を受ければ数分で快方に向かうが、現地に向かうのに時間を要する等の問題があるため、会では「インフルエンザ」による申込を受け付けていない。しかし日神会の会員で他者浄霊を学んだ人に神霊治療を依頼することはできるため、そのような会員が知人にいれば幸運である。なお、ウイルスや菌等による病は現代医学に頼る方が良いとも述べられてる。例えば虫歯等は歯医者に行き治療するのが良いと初代会長は現実的な考えも述べている。
- 出版された大霊界の著書の驚くべき点は、各々が持つ人間としての心、念、魂の精神世界を難しい用語や外来カタカナ単語で知的に飾り使うことなく、現代の若者から高齢者が理解できるよう非常にわかり易く解説している点である。各々が自覚する想いという見えない想念とその仕組み、自覚する顕在意識、自覚していない潜在意識、更にその奥にある超意識の存在、自覚する自分とは別に存在する魂の存在（現代的にはハイヤーセルフと呼ぶ）についても図表を用いて詳しく解説されている。また初代会長自身が探検した大霊界の全容と各界の様子を明確に書き記した内容は読者を驚かせるだろう。
- 大霊界の著書は霊媒体質や霊による憑依の仕組みについても分かり易く解説しており、原因不明の痛みや苦しみで長年悩んでいる方にとって解決につながる内容が多数含まれる。

- 現在の科学の発達では、神のエネルギーのような超微細なものを捉えることが未だできず、証明する術を持たない。科学的な検証ができるようになれば、神霊治療は人々の間で急速に受け入れられていくことは間違いなく、少しでも速い科学の発達が望まれる。

- 会の在り方は完全に本人の自由意志に基づくもので、会からの寄進の要求、会員の勧誘等は一切なく、入会・退会についても本人の自由意志でいつできる。他の宗教団では退会を申し出ると言われる”何代先の子孫が呪われる”というようなことは一切ない。むしろ初代会長自身、そのように呪う神ならば即退会するべきと著書でも述べられている。

- 『 神霊治療』・『 お札』については、自由な心からの寄進に対して、「お礼の意味で」施されるもの・お分けするもの。御札は、一万円。現在は聖水やお守りとしてのペンダント等もお分けしている。

- 神霊治療が開始された当初は、初代会長が無償で行っていたが、神霊治療を受けた人々が、「感謝の心の表しようがない、お礼のしようがないのは心苦しくて申し訳ない」という長年の声から、この人間世界で会を運営するための寄進として受け取るのは、神の道から外れるものではないのではないかと決断したのが始まりとされる。

- 寄進は、物質的な物や金銭を一切必要としない『 神』に捧げるのではなく、「会を運営するための資金(礼拝堂の管理・運営費、職員の給与)」等に使われる。露骨に利益を追求し信者から高額寄付や購入を求める悪質団体とは明らかに異なる団体といえる。
- 各道場への訪問は会員証の提示がなければ入構できない。コロナウィルスパンデミックの余波で入構日時も制限がある。

## 所在地
- 長崎聖地(本部) - 長崎県大村市幸町25番地193
- 東京聖地 - 東京都品川区東五反田5丁目28番5号

## 宗教活動について
〇日神会の宗教活動としては以下の3つの柱からなっている。（会報誌『聖の道』に記載されている）
1. 人に憑依して(取り憑き)救済を求めてくる先祖神霊・諸々の神霊の即座の救済と、同時に取り憑きによる痛み苦しみの即座の解消、救済。
2. 人の胸中(心の世界)に内在する、その方の魂の救済(魂の向上)。生前においてその方の魂に、神の資格とお力を持っていただく。
3. その方の身体の救済(浄霊)。活性化の力をお与えし、元気になっていただく。若返っていただく。

〇神霊治療（３つの柱を実現する根本的活動）について
- 長崎、東京の2箇所でのみ、各浄霊儀式が受けられていたがコロナウィルスパンデミックの余波もあり最新の詳細については問い合わせが必要。

- 会において他者浄霊を修得した会員は、厳格な会則のもと、日常生活において他者を浄霊することができるが、他者浄霊儀式会員としての特権や地位等は一切なく、謝礼を受け取ることも厳しく禁止されている。違反した者は会を強制的に除名され、以後一切、会に関わることができなくなる。以前は、導師称号もあったが、違反者がいたため、廃止された。

- 現代も多くの人を苦しめるがんの撲滅運動を掲げるが、霊障と関係のない不摂生な生活習慣や多量の紫外線等の刺激によって生じたもの、かなり重篤化したもの等、完全には解消できないものもある、と初期から警笛を鳴らしている。しかしできるだけ早く神霊治療を受けることと、また心の底から信じて祈り、治りたい気持ちの強い方は、対象外とされる状態でも快癒してしまうことがある。また、別の神に祈って神霊治療をしている者もある。

- 物質的な症状(リュウマチで関節が固まってしまい動かない、骨折等)、極端に衰弱してしまっている身体を、即座に目の前で治すことは不可能。しかし痛みに負けず仕事を続けていた方、動かし続けていた方等は、驚くほどの快癒度をあらわす方もいる。衰弱した身体を健康体に戻すには、それなりの時間や食べる･動く･寝る等の人間としての努力が必要である。

- 神と波長の合わない心がけ(傲慢･高姿勢･プライドが高い･悪徳･背信･不信･疑いの心を持つ等)の人は、自分自身で改善の努力をしなければ、霊障である花粉症や肩凝りであっても治らない。

- 「インフルエンザ」は霊障であるが、急激な症状であるため、時間をかけて来会することは危険である。また病院で診察を受けさせなかった等の法律違反等の問題も問われる可能性があり、会ではインフルエンザの浄霊を受け付けていない。この場合、知人に会が指導する『他者浄霊法』を修得した会員がいれば、無償(謝礼の金品の受取りは一切禁止されている)で浄霊を施してもらえる。速ければ数分で症状が解消するという。
- 有名な宗教団体との違いとして、個人の自由意思を大前提とした入退会条件を徹底していること。年会費は１万2千円(2024年現在)とVISAやマスターのゴールドカードの年会費レベルである。信者が社会的経済的に崩壊してでも寄付の強制をするような悪質団体ではないため健全な団体といえる。

## 関連サイト
- 公式ウェブサイト